# Burundi történelme
Burundi azon kevés afrikai állam közé tartozik, melynek területe szinte teljesen megegyezik egy korábban létezett, történelmi államéval.

## Burundi Királyság
Burundi alapításának két története van. Az egyik, mely szerint a ruandai Cambarantama alapította, a másik történet szerint pedig Cambarantama egy déli államból, Buhából származott (az első történetet az európai gyarmatosítók részesítették előnyben, hogy hatalmi törekvéseiknek alapot adjanak). Az elmélet a modern burundi állam félhivatalos dogmája.
A történészek szerint a mai Burundi egyik alkotó népe, a tuszi északról vándorolt az országba valamikor a 15. században, azonban az első bizonyítékok a burundi állam létezéséról a 16. századból származnak. A következő században folyamatosan növelte területeit, miközben hatalmi versengésbe került Ruandával. A legnagyobb növekedés Ntare Rugamba uralkodása (1796-1850) alatt következett be, amikor az ország majdnem kétszeresére nőtt. Az államszervezetet hierarchikus vezetés és az adókra épülő gazdaság jellemezte. A király (helyi nyelven: mwami) egy arisztokrata réteget (ganwa) vezetett, akiknek a kezében volt a földek nagy része, és akik az azokat művelő parasztok adójából éltek.

## Gyarmati időszak
Habár az európai felfedezők és misszionáriusok már 1856-ban megérkeztek erre a vidékre, jelentősebb expedíciók nem voltak egészen 1899-ig, amikor a németek Burundit egyik afrikai gyarmatuk, Német Kelet-Afrika részévé nyilvánították. A király ellenezte a német befolyás növekedését, mire a németek erőszakkal próbálták megtörni hatalmát, ami nem teljesen sikerült. Végül a király kénytelen volt beleegyezni a német uralomba. Ezek után a külföldi jelenlét még mindig minimális volt, és a király uralkodott az országban. Azonban az európaiak által behozott pusztító betegségek jelentős veszteségeket okoztak az emberek és az állatok között. 1905-ben hatalmas éhínség pusztított a vidéken, amiben 1905 és 1914 között a helyi lakosság fele meghalt. 1916-ban az első világháborúban a szomszédos Belga Kongóban állomásozó belga egységek megszállták az országot, amit 1923-ban a Népszövetség Ruandával együtt Belgiumnak ítélt. A belgák közvetetten irányították a területet, miközben a tuszi néppel kivételezve növelték azoknak arisztokratikus hatalmát. 1948 után Belgium engedélyezte a politikai pártok működését az országban. Két nagyobb párt jött létre: az Union for National Progress (UPRONA), mely sok kisebbségből állt, és a Christian Democratic Party (PDC).

## A függetlenség elnyerése
Burundi a teljes függetlenséget 1962. július 1-jén nyerte el.

## A független Burundi
A gyenge demokratikus intézmények árnyékában a tuszi IV. Mwambutsa király megalapított egy alkotmányos monarchiát, amelynek az irányításában egyenlő számú tuszi és hutu vett részt. 1965-ben, amikor meggyilkolták a hutu miniszterelnököt, egy sor felkelés robbant ki a hutuk között.
Burundi (Ruandától eltérően, mely a hidegháborúban az Amerikai Egyesült Államokkal szövetkezett), miután elnyerte függetlenségét, Kínával lépett szövetségre. 1966-ban megdőlt a király hatalma, és kikiáltották a köztársaságot. Egy nyílt katonai diktatúra került hatalomra, mely jelentős társadalmi feszültséget eredményezett az 1960-as évek végén és 1970-es évek elején. 1972 áprilisában a hutuk megtámadtak egy hegyi falut az ország déli részén, melyet katonai megtorlás követett. A kormány listát állított össze azokról a férfiakról, nőkről és gyerekekről, akikről azt gondolta, hogy potenciálisan veszélyezteti a hatalmat (lázadók és azok, akik szimpatizáltak a lázadással). Egy három hónapos időszak alatt több mint 200 000 hutu halt meg és 150 000 elmenekült (az ország népességének 15%-a). Hogy az Egyesült Államokkal jó kapcsolatokat tartson fenn, a tuszi kormány azzal vádolta a hutu lázadókat, hogy kommunista fenyegetést jelentenek az országra. 1976-ban Jean-Baptiste Bagaza ezredes vértelen puccs során átvette a hatalmat az országban. Bár Bagaza egy tuszi katonai kormányt vezetett, földreformot hajtott végre és támogatta a nemzeti megbékélést. 1981-ben egy új alkotmányt is kihirdettek. 1984-ben az elnökválasztáson Bagaza egyetlen jelöltként indult és nyert. Ettől kezdve folyamatosan fellépett a vele nem szimpatizálók ellen, és börtönbe vetette azokat. 1987-ben Pierre Buyoya megdöntötte Bagaza hatalmát: betiltotta a politikai pártokat (kivéve a sajátját), és felfüggesztette az 1981-es alkotmányt. 1988 folyamán egyre növekedett az ellentét az uralkodó kisebbségi tuszik és a többségi hutuk között, amik fegyveres összecsapásokhoz vezettek a hadsereg és a hutu ellenzék között. Az összecsapásokban becslések szerint 150 000 ember halt meg, és több tízezer menekült a szomszédos országokba. Buyoya egy bizottságot alakított, hogy vizsgálja ki a zavargások okait. 1991-ben az elnök új alkotmányt fogadtatott el. 1993-ban megválasztották az ország első hutu származású elnökét, Melchior Ndadayét. Őt 1993 októberében a hadsereg tuszi egységei meggyilkolták. Az országban ekkor polgárháború tört ki, melyben újabb százezrek haltak meg vagy menekültek el. 1994 januárjában a hatalomba a megválasztott Cyprien Ntaryamira elnök került. A biztonsági helyzet azonban tovább romlott. Ntaryamira és a ruandai elnök 1994 áprilisában egy repülőgép-katasztrófában meghaltak. Ez Ruandában a népirtás kezdetét, Burundiban pedig a helyzet további romlását eredményezte (habár általános népirtás itt nem volt). Április 8-án négy évre Sylvestre Ntibantunganya került az elnöki székbe. Azonban a helyzetet csak súlyosbította, hogy a ruandai népirtás elől több százezer tuszi menekült érkezett az országba. 1996. július 25-én a kormányt egy Buyoya által vezetett puccs megdöntötte. A polgárháború a nemzetközi békefenntartók megérkezése ellenére tovább folytatódott. Egy 2001-es megállapodás értelmében a hatalmon a tuszi és hutu népesség egyaránt részesedik.

## Lásd még
- Burundi

## Fordítás
- Ez a szócikk részben vagy egészben  a   History of Burundi című angol Wikipédia-szócikk ezen változatának fordításán alapul.  Az eredeti cikk szerkesztőit annak laptörténete sorolja fel. Ez a jelzés csupán a megfogalmazás eredetét és a szerzői jogokat jelzi, nem szolgál a cikkben szereplő információk forrásmegjelöléseként.